# Sepúlveda
Sepúlveda egy község Spanyolországban, Segovia tartományban. Sepúlveda Cantalejo, Sebúlcor, Carrascal del Río, Valle de Tabladillo, Urueñas, Aldeonte, Barbolla, Sotillo, Duruelo, Santa Marta del Cerro, Castroserna de Abajo, Condado de Castilnovo, Aldealcorvo és San Pedro de Gaíllos községekkel határos. Lakosainak száma 988 fő (2024).

## Népesség
A település népessége az elmúlt években az alábbi módon változott:
| Lakosok száma | 1313 | 1336 | 1314 | 1273 | 1232 | 1193 | 1105 | 1003 | 1001 | 988  |
|               | 2001 | 2004 | 2007 | 2009 | 2012 | 2014 | 2017 | 2019 | 2022 | 2024 |